# Touffreville-la-Cable
Touffreville-la-Cable ist eine Commune déléguée in der französischen Gemeinde Port-Jérôme-sur-Seine mit 453 Einwohnern  (Stand 1. Januar 2022) im Département Seine-Maritime in der Region Normandie.  Die Einwohner werden Touffrevillais genannt. Seit dem 1. Januar 2016 ist die frühere Gemeinde Teil der Commune nouvelle Port-Jérôme-sur-Seine. Sie gehört zum Arrondissement Le Havre (zuvor: Arrondissement Rouen) und zum Kanton Notre-Dame-de-Gravenchon (bis 2015: Kanton Caudebec-en-Caux).

## Geographie
Touffreville-la-Cable liegt etwa 41 Kilometer östlich von Le Havre im Pays de Caux.

## Bevölkerungsentwicklung
| 1962                      | 1968 | 1975 | 1982 | 1990 | 1999 | 2006 | 2013 |
| ------------------------- | ---- | ---- | ---- | ---- | ---- | ---- | ---- |
| 125                       | 130  | 188  | 269  | 335  | 354  | 379  | 400  |
| Quelle: Cassini und INSEE |      |      |      |      |      |      |      |

## Sehenswürdigkeiten
- Kirche Saint-Ouen aus dem 13. Jahrhundert